# Knut Kurck
Knut Kurck, né le 8 septembre 1622 et mort le 26 juin 1690 à Hedensö dans le comté de Södermanland, est un conseiller suédois et un baron établi à Lempelä dans le Gouvernement d'Åbo et Björneborg, en Finlande. Il est le neveu du grand chancelier de Suède Axel Oxenstierna (1583-1654).

## Biographie
Knut Kurck est membre du personnel du conseil pendant la minorité de la reine Christine. Il est gouverneur du comté de Västmanland de 1651 à 1660, devient membre du Riksråd en février 1660, puis président du Comité du commerce de 1663 à 1678. Il obtient le siège de magistrat de Närke en 1666, puis est nommé gouverneur de Västerbotten et de Laponie en 1676. Il est président de la cour d'appel de Svea de 1677 à 1680. En 1668, Kurck achète la ferme Norsholm au beau-fils de Peter Spiring (1595-1652), Johan Philip Silfvercrona.
Au sein du Conseil, il est un adversaire déterminé de Magnus Gabriel de la Gardie (1622-1686) et collabore avec Sten Nilsson Bielke (1624-1684), Mattias Biörenklou (1607-1671) et Claes Rålamb (1622-1698). Il participe à la condamnation de la négligence de l'éducation du roi et du gaspillage des biens de la couronne, fait partie de la majorité du Conseil qui décide de la participation de la Suède à la Triple Alliance en 1668, participe à la rédaction de la proposition de réglementation de l'État de 1668 connue sous le nom de Livre bleu et, en 1671, proteste avec six autres conseillers contre l'alliance avec la France. 
Au début des années 1670, il est, avec Peter Schnack (1632-1713) et Johan Olivecreutz, l'un des trois directeurs d'une éphémère Compagnie suédoise des Indes orientales.
Lors du Riksdag des États à Uppsala en 1675, il témoigne des délibérations secrètes tenues par plusieurs conseillers avec Rålamb concernant le renversement de Magnus Gabriel de la Gardie. Il va jusqu'à dénoncer le Chancelier du Royaume, ainsi que Rålamb, pour ses propos insultants à l'égard du Roi. Cette accusation semble avoir contribué à la froideur croissante de Charles XI envers De la Gardie. Kurck considère ce conflit comme une bonne arme contre le Chancelier.
En octobre 1681, cependant, Kurck et l'un de ses collègues de fonction, Gustaf Larsson Sparre (1625-1689), sont poursuivis devant la cour d'appel de Svea et expulsés du tribunal pour avoir refusé de signer une lettre datant de la fin de l'année 1680 qui réglementait les droits et obligations du Conseil vis-à-vis du roi et des États. Cependant, après avoir présenté des pétitions, le procès est rapidement interrompu et le bannissement levé. Kurck est un opposant déclaré de la monarchie de Charles XI. Il n'est pas apprécié par les partisans d'un pouvoir royal plus fort, car il affirme que le conseil est un domaine spécial du royaume, se situant entre le roi et les autres domaines. Selon Kurck, le conseil a pour mission de contrôler le respect des citoyens par le souverain et d'arbitrer les conflits qui peuvent survenir entre le roi et les États. Ce faisant, il encourt également le mécontentement du jeune roi.
Knut Kurck cesse d'exercer ses fonctions à la fin de l'année 1681 et fait partie des huit conseillers révoqués en mai 1682. La lutte avec la régence et la Grande Réduction de 1680 frappent durement Kurck, et à la fin de 1685, il est contraint de vendre sa maison à Stockholm et plusieurs autres biens meubles. Dans sa vieillesse, Kurck effectue des études généalogiques. De toutes les propriétés de Knut Kurck antérieures à la réduction, seules Hedensö et Norsholm passent à son fils après son décès à Hedensö le 26 juin 1690.